# Cărpiniș, Brașov
Cărpiniș este un sat în comuna Tărlungeni din județul Brașov, Transilvania, România.